# Walnut Grove (Alabama)
Pour les articles homonymes, voir Walnut Grove.

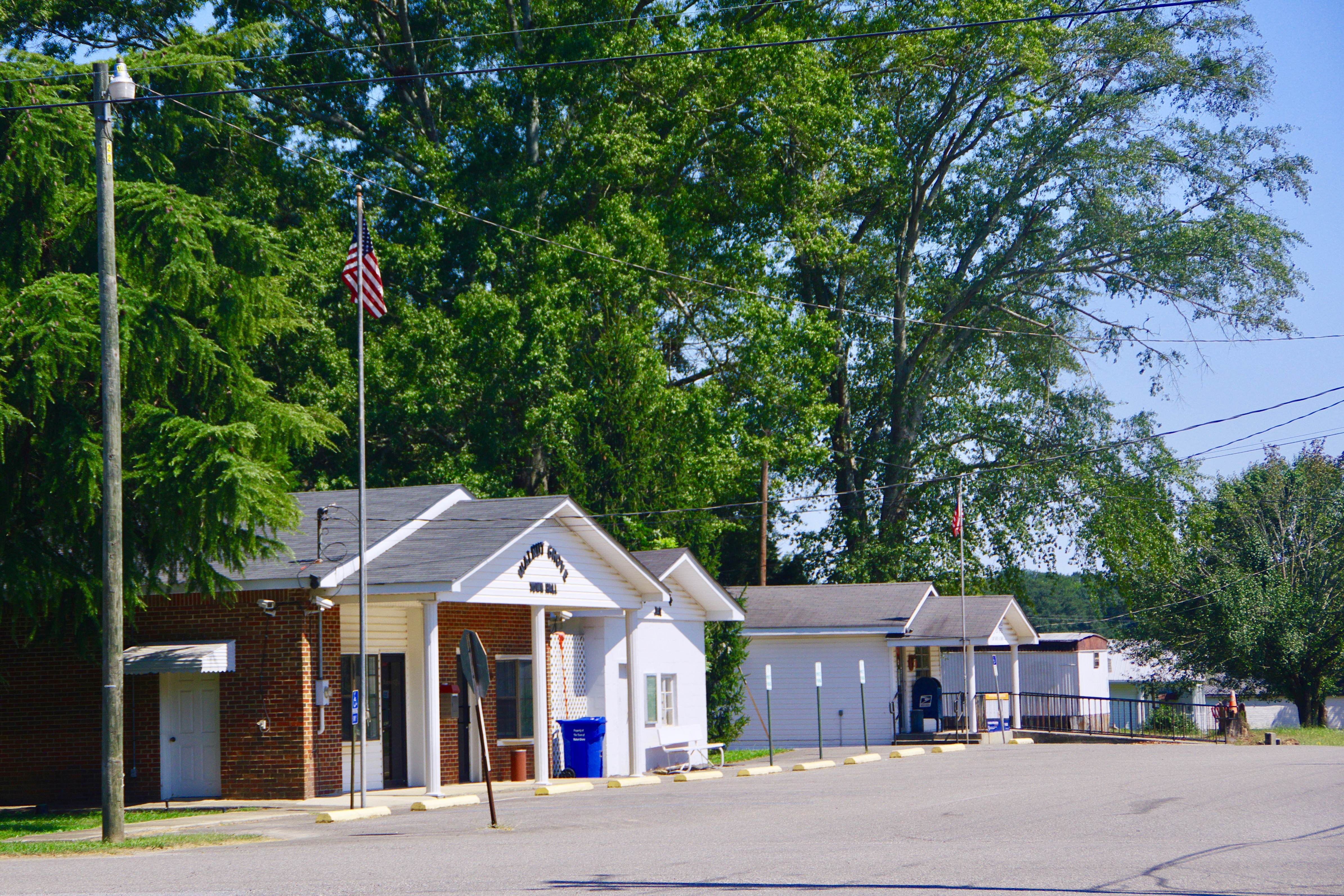
Chemin Gadsden-Blountsville.

Walnut Grove est une ville d'Alabama, ayant une population de 710 habitants en 2000.
Elle est située dans le comté d'Etowah et fait partie de l'aire métropolitaine de Gadsden.

## Démographie
| 1880 | 1900 | 1910 | 1920 | 1930 | 1940 | 1950 | 1960 |
| ---- | ---- | ---- | ---- | ---- | ---- | ---- | ---- |
| 126  | 251  | 204  | 167  | 216  | 206  | 222  | 237  |

| 1970 | 1980 | 1990 | 2000 | 2010 | - | - | - |
| ---- | ---- | ---- | ---- | ---- | - | - | - |
| 224  | 510  | 717  | 710  | 698  | - | - | - |